# Stettiner Volksbote
Der Stettiner Volksbote, ab 1. Juli 1892 „Volksbote“, war eine sozialdemokratische Zeitung in der preußischen Provinz Pommern, die von 1885 bis 1933 in Stettin erschien.

## Geschichte
Gegründet wurde der „Stettiner Volksbote“ von Fritz Herbert. Die erste Nummer erschien am 5. Juli 1885, noch unter dem Sozialistengesetz, das die sozialdemokratische Presse empfindlich getroffen hatte. Kurzlebig war die Vorgängerin „Stettiner Freie Zeitung“ gewesen (1876). Anfangs hatte der „Volksbote“ 400 Abonnenten. Als Herbert 1887 aus Stettin ausgewiesen wurde, erschien der „Volksbote“ in Stargard. Das Blatt konnte sich trotzdem halten. Herbert kehrte nach Stettin zurück. Auch nach dem Ende des Sozialistengesetzes kam es zu Presseprozessen gegen den „Volksboten“, weil er in scharfer Opposition zum wilhelminischen Obrigkeitsstaat stand. Die Zuschüsse des Parteivorstandes, die der Stettiner „Volksbote“ erhielt, lagen 1898–1907 bei zusammen 18.600 Mark. Die pommerschen Wahlkreise mussten Pflichtbeiträge zahlen. Problematisch war die hohe Fluktuation beim Personal (in der Regel zwei bis drei Redakteure). Fritz Herbert stimmte schließlich einer Überführung von Zeitung und Druckerei in Parteieigentum zu. Im März 1913 hatte der Stettiner „Volksbote“ eine Auflage von 11.000 Exemplaren, so vielen wie Erfurt und Offenbach am Main; Berlin hatte 155.000, Königsberg (Preußen) 6.000–7.000. Im Ersten Weltkrieg stand der „Volksbote“ unter strenger Militärzensur, schädigend wirkte sich die Gründung der USPD aus. Der frühere „Volksbote“-Redakteur Stephan Heise redigierte die pommersche USPD-Zeitung „Der Kämpfer“. Wilhelm Pargmann übernahm 1919 die Geschäftsführung des „Volksboten“. Während der Weimarer Republik stand die pommersche Sozialdemokratie links von der Parteiführung. Der „Volksbote“ der Weimarer Zeit wurde abwechslungsreicher im Inhalt und Layout und war bereit, auch den Unterhaltungsbedürfnissen seiner Leserschaft nachzukommen, ohne auf die politische Linie (den Sozialismus) zu verzichten. Der „Volksbote“ erfreute sich der „besten Beliebtheit in seiner ganzen Geschichte“ mit einer Auflage von nun 35.000 Exemplaren. Den heraufziehenden Nationalsozialismus bekämpfte der „Volksbote“ entschieden. Die Sturmabteilung verübte am 9. September 1932 einen Bombenanschlag auf das Haus in der Schillerstraße 10. Durch die Reichstagsbrandverordnung wurde der „Volksbote“ am 1. März 1933 verboten. Die Friedrich-Ebert-Stiftung hat den Stettiner „Volksboten“ mikroverfilmt.

## Redakteure
Hermann Faber, Hermann Glander, Stephan Heise, Emil Henning, Otto Hoffmann, Karl Krahn, Willy Lanzke, Ernst Mehlich, Carl Nathusius, Otto Ohl, Erich Ott, Paul Pankowski, Otto Friedrich Passehl, Ludwig Quessel, Johannes Richter, Gustav Schumann, Kurt Stern, August Winter. Fritz Lamm begann 1930 ein Volontariat beim „Volksboten“.